# Prêmio Emmy Internacional de melhor programa artístico
O Emmy Internacional de Melhor Programa Artístico (em inglês: International Emmy Award for Arts Programming) é entregue pela Academia Internacional das Artes & Ciências Televisivas (IATAS) durante a cerimônia dos Prêmios Emmy Internacional. Este prêmio reconhece os melhores programas de artes produzidos e inicialmente exibidos fora dos Estados Unidos.

## Regras e regulamentos
Para ser considerado elegível, o programa deve ter como foco principal uma forma de arte ou um artista (como performance, série artística, documentário de arte ou uma combinação desses temas). Além disso, o programa deve ter uma duração mínima que corresponda ao formato de um intervalo de tempo de meia hora na televisão. Se for uma série, é necessário enviar dois (2) episódios para representar o programa como um todo.

## Múltiplas indicações
Por programa
| Nº de indicações | Título              | País   |
| ---------------- | ------------------- | ------ |
| 6                | Por Toda Minha Vida | Brasil |

## Múltiplas vitórias
Por país
| Nº de vitórias | País          |
| -------------- | ------------- |
| 11             | Reino Unido   |
| 3              | Canadá        |
| 3              | França        |
| 2              | Países Baixos |

## Vencedores e indicados
|  | Indica o vencedor |

### Década de 2000
| Ano  | Vencedor                                                          | País            |
| ---- | ----------------------------------------------------------------- | --------------- |
| 2002 | Dracula: Pages from a Virgin's Diary                              | Canadá          |
| 2002 | Touch                                                             | Holanda         |
| 2002 | The Tragedy of Hamlet                                             | Reino Unido     |
| 2002 | Classic Albums: Elton John - Goodbye Yellow Brick Road            | Reino Unido     |
| 2003 | Arena: The Life and Times of Count Luchino Visconti               | Reino Unido     |
| 2003 | Visions of Space: Antoni Gaudi                                    | Reino Unido     |
| 2003 | Viaje al Centra de la Musica                                      | China           |
| 2003 | Living Architecture: The Work of Tadao Ando                       | Japão           |
| 2004 | George Orwell: A Life in Pictures                                 | Reino Unido     |
| 2004 | Korda, Fotógrafo en Revolución                                    | México          |
| 2004 | Ameila                                                            | Canadá          |
| 2004 | Cinema Dali                                                       | Espanha/ França |
| 2005 | Holocaust - A Musical Memorial Film from Auschwitz                | Reino Unido     |
| 2005 | Arena: Bacon’s Arena                                              | Reino Unido     |
| 2005 | Bergman och filmen                                                | Suécia          |
| 2005 | Bergman och Faro                                                  | Suécia          |
| 2006 | Knowledge is the Beginning                                        | Reino Unido     |
| 2006 | John Peel's Record Box                                            | Reino Unido     |
| 2006 | Soul Deep: The Story of Black Popular Music                       | Reino Unido     |
| 2006 | I Am Dali: Secrets of a Genius                                    | Japão           |
| 2007 | Simon Schama's Power of Art                                       | Reino Unido     |
| 2007 | Por Toda Minha Vida: Elis Regina                                  | Brasil          |
| 2007 | False Waltz                                                       | Netherlands     |
| 2007 | Smile                                                             | Japão           |
| 2008 | Strictly Bolshoi                                                  | Reino Unido     |
| 2008 | Por Toda Minha Vida: Nara Leão                                    | Brasil          |
| 2008 | Richard Serra - To See is to Think                                | Alemanha        |
| 2008 | Inheriting a Kabuki Legacy - Ichikawa Ebizo: His Fate and Anguish | Japão           |
| 2009 | The Mona Lisa Curse                                               | Reino Unido     |
| 2009 | Por Toda Minha Vida: Mamonas Assassinas                           | Brasil          |
| 2009 | Ode to Joy: 10,000 Voices Resound!                                | Japão           |
| 2009 | Seven Gates of Jerusalem                                          | Japão           |

### Década de 2010
| Ano            | Vencedor                                                                           | País                        |
| Década de 2010 | Década de 2010                                                                     | Década de 2010              |
| -------------- | ---------------------------------------------------------------------------------- | --------------------------- |
| 2010           | The World According to Ion B.                                                      | Roménia                     |
| 2010           | Por Toda Minha Vida: Cazuza                                                        | Brasil                      |
| 2010           | Imagine...David Hockney: A Bigger Picture                                          | Reino Unido                 |
| 2010           | Personas Inside Out                                                                | Japão                       |
| 2011           | Gareth Malone Goes to Glyndebourne                                                 | Reino Unido                 |
| 2011           | Por Toda Minha Vida: Adoniran Barbosa                                              | Brasil                      |
| 2011           | Memories of Origin - Hiroshi Sugimoto the Contemporary Artist                      | Japão                       |
| 2011           | In der Werkstatt Beethovens - Die Neunte, Thielemann und die Wiener Philharmoniker | Alemanha                    |
| 2012           | Musik als Waffe                                                                    | Alemanha                    |
| 2012           | Por Toda Minha Vida: Cartola                                                       | Brasil                      |
| 2012           | BLUE MAN                                                                           | Japão                       |
| 2012           | Queen: Days of Our Lives                                                           | Reino Unido                 |
| 2013           | Hello?! Orchestra Freddie Mercury: The Great Pretender                             | Coreia do Sul · Reino Unido |
| 2013           | Soundtrack                                                                         | Bélgica                     |
| 2013           | Multiple Views - La Máquina Loca                                                   | México                      |
| 2014           | The Exhibition                                                                     | Canadá                      |
| 2014           | El otro me importa                                                                 | Argentina                   |
| 2014           | Nonfiction W: Picture Book Touch, Feel, and Fragility                              | Japão                       |
| 2014           | Wagnerwahn - Mythos und Machenschaften des Richard Wagner                          | Alemanha                    |
| 2015           | The Man Who Saved the Louvre                                                       | França                      |
| 2015           | Buenaventura No Me Dejes Mas                                                       | Colômbia                    |
| 2015           | Messiah at the Foundling Hospital                                                  | Reino Unido                 |
| 2015           | Trial of Chunhyyang - A Girl Prosecuted by Feudalism                               | Coreia do Sul               |
| 2016           | The Man who Shot Hiroshima                                                         | Japão                       |
| 2016           | Gabo, la creación de Gabriel García Márquez                                        | Colômbia                    |
| 2016           | Gérard Depardieu, grandeur nature                                                  | França                      |
| 2016           | Interrupt this Program                                                             | Canadá                      |
| 2017           | Hip-Hop Evolution                                                                  | Canadá                      |
| 2017           | Never-Ending Man: Hayao Miyazaki                                                   | Japão                       |
| 2017           | Portátil                                                                           | Brasil                      |
| 2017           | Robin's Road Trip                                                                  | Países Baixos               |
| 2018           | Etgar Keret: Based on a True Story                                                 | Países Baixos               |
| 2018           | Dreaming of a Jewish Christmas                                                     | Canadá                      |
| 2018           | Palavras em Série                                                                  | Brasil                      |
| 2018           | David Stratton's Story of Australian Cinema                                        | Austrália                   |
| 2019           | Dance or Die                                                                       | Países Baixos               |
| 2019           | John e Yoko: Só o Céu como Testemunha                                              | Reino Unido                 |
| 2019           | Michel Legrand: Sans demi-mesure                                                   | França                      |
| 2019           | Ópera Aberta: Os Pescadores de Pérolas                                             | Brasil                      |

### Década de 2020
| Ano            | Vencedor                                                | País           |
| Década de 2020 | Década de 2020                                          | Década de 2020 |
| -------------- | ------------------------------------------------------- | -------------- |
| 2020           | Vertige de la chute                                     | França         |
| 2020           | Jake and Charice                                        | Japão          |
| 2020           | Refavela 40                                             | Brasil         |
| 2020           | Why do we Dance?                                        | Reino Unido    |
| 2021           | Kubrick by Kubrick                                      | França         |
| 2021           | Emicida: Amarelo - É Tudo Pra Ontem                     | Brasil         |
| 2021           | Romeo and Juliet: Beyond Words                          | Reino Unido    |
| 2021           | Kabuki Actors' Anguish – Is Entertainment Nonessential? | Japão          |
| 2022           | Freddie Mercury - The Final Act                         | Reino Unido    |
| 2022           | Bios: Calamaro                                          | Argentina      |
| 2022           | Charlie Chaplin, le génie de la liberté                 | França         |
| 2022           | Wonderful World: A New York Jazz Story                  | Japão          |
| 2023           | Buffy Sainte-Marie: Carry It On                         | Reino Unido    |
| 2023           | Art Is Our Voice                                        | Japão          |
| 2023           | Los Tigres del Norte: Historias que contar              | México         |
| 2023           | Music under the Swastika                                | Alemanha       |
| 2024           | Pianoforte                                              | Polónia        |
| 2024           | Robbie Williams                                         | Reino Unido    |
| 2024           | Virgilio                                                | Argentina      |
| 2024           | Who I Am Life                                           | Japão          |